# El mite de Sísif

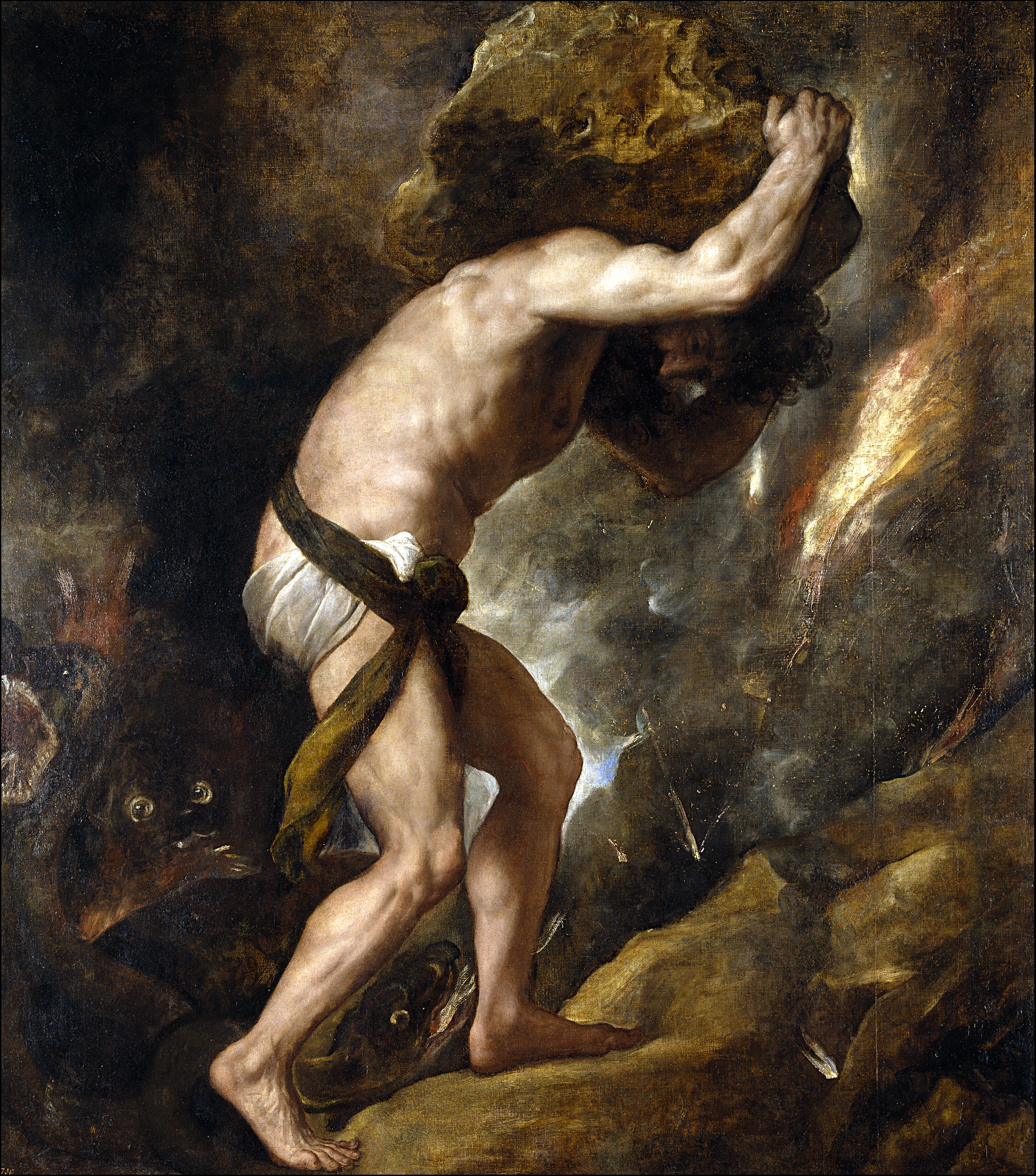
Sisyphus per Ticià, 1549.

El mite de Sísif (en francès: Le Mythe de Sisyphe) és un assaig filosòfic d'Albert Camus, originalment publicat en francès el 1942 com Le mythe de Sisyphe.

## Argument
L'assaig s'inicia amb la següent cita de Píndar:
No t'afanyis, ànima meva, per una vida immortal, però esgota l'àmbit del possible.
El títol de l'assaig prové d'un atribolat personatge de la mitologia grega. En ell, Camus discuteix la qüestió del suïcidi i el valor de la vida, presentant el mite de Sísif com a metàfora de l'esforç inútil i incessant de l'home.
D'aquesta manera planeja la filosofia de l'absurd, que manté que les nostres vides són insignificants i no tenen més valor que el del que vam crear. Sent el món tan fútil, Camus pregunta, quina alternativa hi ha al suïcidi? L'assaig s'inicia: No hi ha sinó un problema filosòfic realment seriós: el suïcidi.
Sísif, dins de la mitologia grega, com Prometeu, va fer enfadar els déus per la seva extraordinària astúcia. Com a càstig, va ser condemnat a perdre la vista i a empènyer perpètuament una roca gegant muntanya amunt fins al cim, només perquè tornés a caure rodant fins a la vall, des d'on l'havia de recollir i empènyer novament fins al cim i així indefinidament.
Camus desenvolupa la idea de l'"home absurd", o amb una "sensibilitat absurda". És aquell que es mostra perpètuament conscient de la completa inutilitat de la seva vida. També és aquell que, incapaç d'entendre el món, es confronta en tot moment a aquesta incomprensió. L'home rebel serà, per tant, aquell que es trobi en tot moment davant del món. Per a això és necessari una ètica de la quantitat, no de la qualitat, que acumuli el major nombre d'experiències. Aquesta " eterna vivacitat ", aquest etern Confortament amb l'absurd mitjançant el major nombre d'experiències és justament el que donaria sentit a no renegar de l'absurd. En aquest punt Camus mostra com el seu existencialisme no promou el quietisme i la passivitat davant l'absurd. Acceptar l'absurd, afirma, és l'única alternativa acceptable a l'injustificable salt de fe que constitueix la base de totes les religions (i fins i tot de l'existencialisme, que per tant Camus no acceptava completament). Aprofitant-se de nombroses fonts filosòfiques i literàries, i particularment de Dostoievski, Camus descriu el progrés històric de la consciència de l'absurd i conclou que Sísif és l'heroi absurd definitiu.
En el seu assaig, Camus afirma que Sísif experimenta la llibertat durant un breu instant, quan ha acabat d'empènyer el penyal i encara no ha de començar de nou a baix. En aquest punt, Camus sentia que Sísif, tot i ser cec, sabia que les vistes del paisatge estaven aquí i havia d'haver trobat edificant : "Un ha d'imaginar feliç a Sísif ", declara, pel que aparentment ho salva del seu destí suïcida.
L'obra es tanca amb un apèndix sobre l'obra de Franz Kafka, interpretada finalment de manera similar, en termes d'un esteticisme, a la seva manera, esperançador.
És de considerar que la lectura de Jean-Paul Sartre d'aquest llibre de Camus va provocar la polèmica Sartre vs Camus editada a Les Temps Modernes.